# Sockerkrös
Sockerkrös (Exidia saccharina) är en svampart som beskrevs av Fr. 1822. Enligt Catalogue of Life ingår Sockerkrös i släktet Exidia,  och familjen Auriculariaceae, men enligt Dyntaxa är tillhörigheten istället släktet Exidia,  och familjen Exidiaceae. Arten är reproducerande i Sverige. Inga underarter finns listade i Catalogue of Life.

## Källor

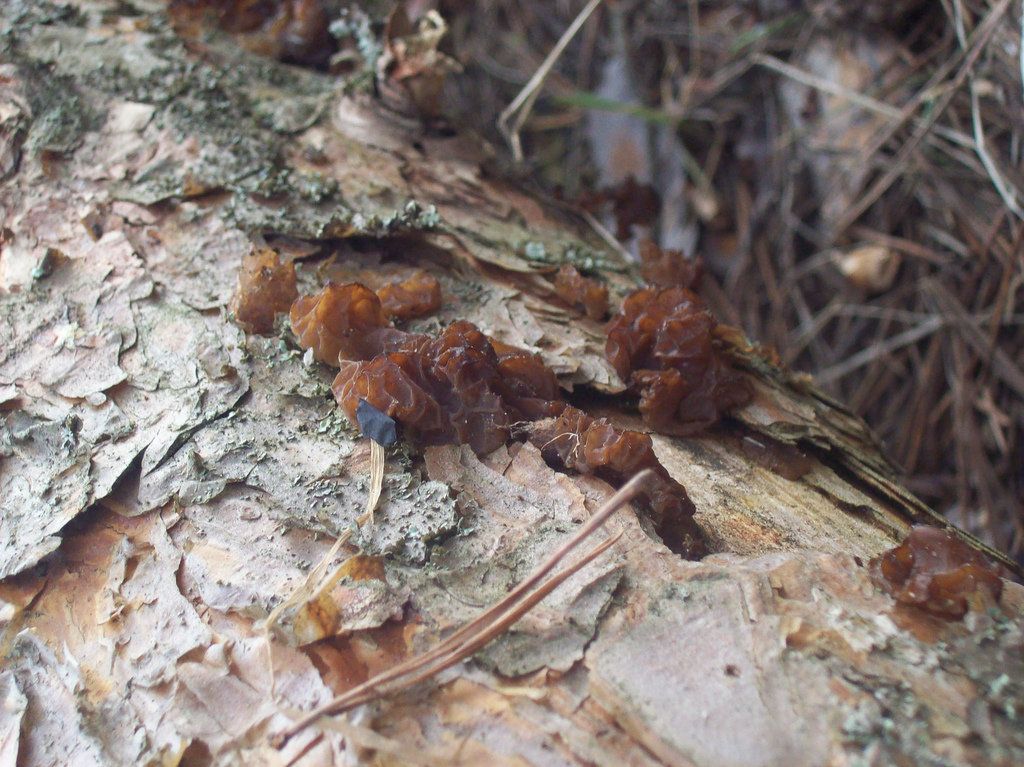
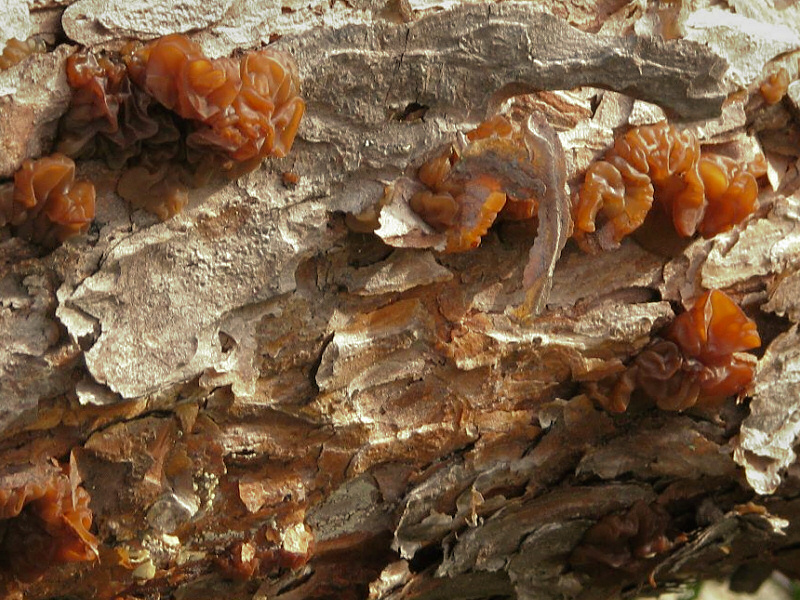
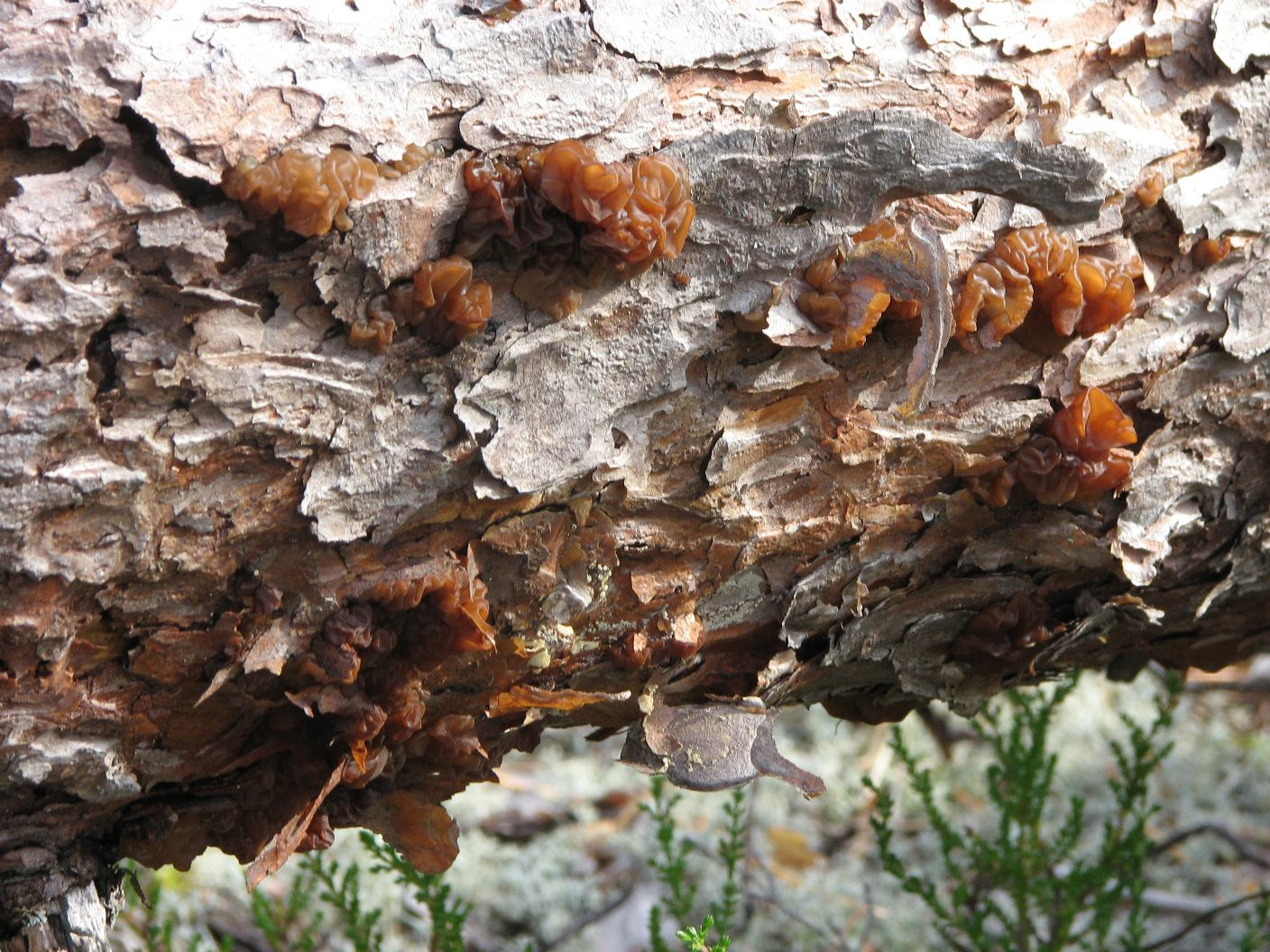